# Ferenc Doór
Doór Ferenc (Petrila, 14 giugno 1918 – Szentendre, 10 luglio 2015) è stato un pittore ungherese, definito come "Un'amante del Danubio e di Szentendre"  specializzato in ritratti e in pittura di genere, ma anche fautore della tecnica en plein air della scuola di István Szőnyi
.

## Vita
Nacque a Petrilla, Transilvania il 14 giugno 1918. Fra il 1938 ed il 1941 frequenta a Budapest l'Università ungherese delle belle arti sotto la direzione di István Szőnyi. Dopo Seconda guerra mondiale viene deportato in Siberia per tre anni in uno stato di schiavitù. Una volta terminati i suoi studi nel 1949, entra nell'attività artistica ungherese in qualità di assistente del professore di pittura Szőnyi. Nel 1957 diventa membro dell'Associazione del fondo artistico delle belle arti.
Segue le lezioni di pittura a Nagybánya. Il suo talento lo indirizza verso i temi naturali e la pittura di figure umane con colori intensi. Il principale elemento della sua espressione nella pittura ad olio e ad acquarello si esprime attraverso un perfetto equilibrio fra luce e colore. 
Delle sue opere, scrive: "Ho cercato di seguire fedelmente il mio istinto al fine di catturare la potenzialità delle immagini della bellezza, della gioia, e del dolore, della vita quotidiana del nostro tempo, attraverso il cambiamento dei destini dell'uomo,  nell'immutabile paesaggio ungherese".
È morto in casa sua, a Szentendre, all'età di 97 anni il 10 luglio 2015.

## Esibizioni
Numerose le sue mostre, sia in Ungheria e all'estero. Ha lavorato per decenni sia a Szentendre, che nella comunità creativa delle case degli artisti in Szigliget, Kecskemét, Hódmezővásárhely e Mártély. Dal 1950 è anche presente presso sia presso la Galleria d'arte Műcsarnok, che in diversi spazi espositivi ungheresi.

### Individuali
- 1959 • Fényes Adolf Terem, Budapest
- 1965, 1971, 1983 • Derkovits Terem, Budapest
- 1974 • Zalaegerszeg
- 1979 • Nyíregyháza
- 1975, 1976 • Galleria Antelami, Bologna
- 1972 • Galerie Glaub, Cologne
- 1975, 1978 • Parma
- 1990 • Csók Gallery, Budapest
- 1993 • Művelődési Ház, Dunaföldvár

### In gruppi
- Műcsarnok országos tárlatai (Galleria d'arte Műcsarnok espone in tutta la nazione)
- Galleria d'arte Műcsarnok, Budapest
- Vásárhelyi Őszi Tárlatok, Hódmezővásárhely
- Seghedino Nyári Tárlatok
- Hatvani Biennálék
- Umore e cartoni animati, Gabrovo

## Lavori in gallerie
- Galleria nazionale ungherese, Budapest
- Museo Déri, Debrecen
- Sárospataki Múzeum, Sárospatak
- Gabrovo
- Plovdiv
- Sozopol

## Premi
Nel 2011, viene nominato cavaliere della Croce d'Oro al Merito dell'Ungheria.